# Alex Michelsen
Alex Michelsen (ur. 25 sierpnia 2004 w Laguna Hills) – amerykański tenisista.

## Kariera tenisowa
W 2022 zadebiutował w cyklu ITF Men’s Circuit oraz w turnieju głównym ATP Challenger Tour. Od 2023 roku jest zawodowym tenisistą.
Startując w rozgrywkach juniorów, Alex Michelsen w 2022 roku osiągnął finał Australian Open w grze podwójnej chłopców. Podczas turnieju grał w parze z Adolfo Danielem Vallejo. W tym samym roku zwyciężył w Wimbledonie w deblu, grając w parze z Sebastianem Gorznym. W finałowym meczu pokonali Gabriela Debru i Paula Inchauspé.
W sierpniu 2022 wraz z Sebastianem Gorznym otrzymali dziką kartę na turniej gry podwójnej podczas US Open. W pierwszej rundzie ulegli rozstawionym z numerem 13. Juanowi Sebastiánowi Cabalowi oraz Robertowi Farahowi.
W turniejach ATP Tour dotarł do trzech finałów w grze pojedynczej oraz jednego w grze podwójnej.
Natomiast w cyklu ATP Challenger Tour zwyciężył w dwóch turniejach singlowych. Ponadto wygrał dwa singlowe i jeden deblowy turniej rangi ITF.
W rankingu gry pojedynczej najwyżej był na 36. miejscu (27 stycznia 2025), a w zestawieniu gry podwójnej na 90. pozycji (27 stycznia 2025).

### Historia występów wielkoszlemowych
Legenda
     W, wygrany turniej
     F, przegrana w finale
     SF, przegrana w półfinale
     QF, przegrana w ćwierćfinale
     xR, przegrana w x rundzie
     Qx, przegrana w x rundzie kwalifikacji
     A, brak startu
     NH, turniej nie odbył się

#### Występy w grze pojedynczej
| Australian Open | A   | 3R  | 4R  | 0 / 2 | 5 – 2 |  |  |  |  |  |  |  |
| French Open     | A   | 1R  |     | 0 / 1 | 0 – 1 |  |  |  |  |  |  |  |
| Wimbledon       | A   | 1R  |     | 0 / 1 | 0 – 1 |  |  |  |  |  |  |  |
| US Open         | 2R  | 2R  |     | 0 / 2 | 2 – 2 |  |  |  |  |  |  |  |
|                 |     |     |     |       |       |  |  |  |  |  |  |  |
| Bilans spotkań  | 1–1 | 3–4 | 3–1 | 0 / 6 | 7 – 6 |  |  |  |  |  |  |  |

#### Finały w turniejach ATP Tour
| Legenda                                      |
| -------------------------------------------- |
| Wielki Szlem                                 |
| Igrzyska olimpijskie                         |
| Tennis Masters Cup / ATP Finals              |
| ATP Masters Series / ATP Tour Masters 1000   |
| ATP International Series Gold / ATP Tour 500 |
| ATP International Series / ATP Tour 250      |

##### Gra pojedyncza (0–3)
| Końcowy wynik | Nr | Data             | Turniej       | Nawierzchnia | Przeciwnik       | Wynik finału     |
| ------------- | -- | ---------------- | ------------- | ------------ | ---------------- | ---------------- |
| Finalista     | 1. | 23 lipca 2023    | Newport       | Trawiasta    | Adrian Mannarino | 2:6, 4:6         |
| Finalista     | 2. | 21 lipca 2024    | Newport       | Trawiasta    | Marcos Giron     | 7:6(4), 3:6, 5:7 |
| Finalista     | 3. | 24 sierpnia 2024 | Winston-Salem | Twarda       | Lorenzo Sonego   | 0:6, 3:6         |

##### Gra podwójna (0–1)
| Końcowy wynik | Nr | Data             | Turniej    | Nawierzchnia | Partner            | Przeciwnicy                | Wynik finału |
| ------------- | -- | ---------------- | ---------- | ------------ | ------------------ | -------------------------- | ------------ |
| Finalista     | 1. | 19 sierpnia 2024 | Cincinnati | Twarda       | Mackenzie McDonald | Marcelo Arévalo Mate Pavić | 2:6, 4:6     |

### Zwycięstwa w turniejach ATP Challenger Tour

#### Gra pojedyncza
| Końcowy wynik | Nr | Data              | Turniej   | Nawierzchnia  | Przeciwnik   | Wynik finału  |
| ------------- | -- | ----------------- | --------- | ------------- | ------------ | ------------- |
| Zwycięzca     | 1. | 16 lipca 2023     | Chicago   | Twarda        | Yuta Shimizu | 7:5, 6:2      |
| Zwycięzca     | 2. | 12 listopada 2023 | Knoxville | Twarda (hala) | Denis Kudla  | 7:5, 4:6, 6:2 |

### Finały juniorskich turniejów wielkoszlemowych

#### Gra podwójna (1–1)
| Końcowy wynik | Nr | Data             | Turniej                    | Nawierzchnia | Partner               | Przeciwnicy                  | Wynik finału |
| ------------- | -- | ---------------- | -------------------------- | ------------ | --------------------- | ---------------------------- | ------------ |
| Finalista     | 1. | 28 stycznia 2022 | Australian Open, Melbourne | Twarda       | Adolfo Daniel Vallejo | Bruno Kuzuhara Coleman Wong  | 3:6, 6:7(3)  |
| Zwycięzca     | 2. | 9 lipca 2022     | Wimbledon, Londyn          | Trawiasta    | Sebastian Gorzny      | Gabriel Debru Paul Inchauspé | 7:6(5), 6:3  |